# Lötsjön, Almunge
Lötsjön är en sjö söder om Länna i Uppsala kommun i Uppland och ingår i Norrströms huvudavrinningsområde. Sjön är 11,2 meter djup, har en yta på 0,575 kvadratkilometer och befinner sig 18 meter över havet.
Sjön är speciell då den är betydligt djupare än sjöarna i omgivningen - maxdjup enl uppgift c:a 20 m. Sjön hade tidigare mycket klart vatten innan byggnationen invid stränderna förstörde miljön på 1940-talet. Lötsjön var tidigare en av Upplands mest kräftrika sjöar men kräftpesten tog hela beståndet. Möjligen har en ny stam bildats. Fiskståndet består av gädda, abborre, braxen, lake, mört och gärs. Det lär också finnas ål.
Det branta berget som stupar ner mot sjön på dess östra strand är plats för en fornborg som möjligen[källa behövs] är mer än 2000 år gammal. Resterna utgörs av ett band av kullersten (se upp för huggormar). Sjön är uppdämd i norra änden sen den tid då Lenna Bruk AB bedrev sågverk och snickerifabrik i nuvarande Lännaholm. Ett område nära sjöns norra spets användes då som timmermagasin. Tilloppet till sjön består enbart av småbäckar och kallkällor. Utloppet går förbi Lenna Bruks område till Långsjön och vidare till Funbosjön och Fyrisån.

## Delavrinningsområde
Lötsjön ingår i delavrinningsområde (664205-162136) som SMHI kallar för Inloppet i Långsjön. Medelhöjden är 25 meter över havet och ytan är 16,01 kvadratkilometer. Räknas de 4 avrinningsområdena uppströms in blir den ackumulerade arean 168,67 kvadratkilometer. Sävjaån (Funboån) som avvattnar avrinningsområdet har biflödesordning 3, vilket innebär att vattnet flödar genom totalt 3 vattendrag innan det når havet efter 114 kilometer. Avrinningsområdet består mestadels av skog (77 procent). Avrinningsområdet har 0,97 kvadratkilometer vattenytor vilket ger det en sjöprocent på 6,1 procent. Bebyggelsen i området täcker en yta av 1,52 kvadratkilometer eller 9 procent av avrinningsområdet.